# Brent Brennan
Brent Munger Brennan (Redwood City, Kalifornia, 1973. március 20. –) amerikai amerikaifutball-játékos és -edző, 2024-től az Arizona Wildcats vezetőedzője. A pozíciót 2017 és 2023 között a San Jose State Spartansnél töltötte be.

## Tanulmányai
A Mountain View-i Szent Ferenc középiskolában érettségizett 1991-ben. 1993–1994-ben a UCLA Bruins wide receivereként játszott; 1996-ban szerzett diplomát a UCLA-n.

## Edzőként

### Edzőhelyettesként
1996-ban a woodside-i középiskola, 1998-ban a Hawaii Rainbow Warriors, 1999-ben a Washington Huskies, 2000-ben pedig az Arizona Wildcats edzőhelyettese volt. 2001 és 2004 között a Cal Poly Mustangs wide receivereit edzette.
2005-ben a San Jose State Spartans wide receivereinek edzője, valamint toborzója lett, 2007–2008-ban pedig a tight endeket edzette. 2009-ben emellett a speciális csapat edzője és társ-támadókoordinátor lett, majd 2010-ben csak a wide receiverek edzője volt. Utóbbi pozíciót 2011 és 2016 között az Oregon State Beaversnél töltötte be; utolsó szezonjában a külső wide receiverek edzőjeként. Nevezetes játékosai között voltak a Fred Biletnikoff-díjas Brandin Cooks és Markus Wheaton.

### San Jose State Spartans
2016. december 7-én a San Jose State Spartans vezetőedzőjévé nevezték ki. 2018-as szezonjában a 2010-essel megegyező 1–11-es eredményt ért el. 2019-ben 2–1-es eredménnyel kezdtek, és legyőzték az összes kadétképző csapatát. Végső eredményük 5–7 lett, ezzel egy győzelem híján nem jutottak ki a bowlra. A szezon végén Brennan szerződését egy évvel meghosszabbították.
A 2020-as szezonban a Covid19-pandémia miatt több mérkőzésük elmaradt és felkészülniük is más helyszínen kellett. A konferenciabajnokságon 34–20-ra legyőzték a Boise State Broncost, Brennant pedig a Mountain West Conference az év edzőjének választotta, emellett először szerepelt a College Football Playoff és 2012 óta először az Associated Press rangsorában, illetve jelölték az AP év edzője díjára is. December 23-án szerződését meghosszabbították.
A 2021-es szezonban sérülések miatt több tagjuk sem játszott, a 2023-as szezont pedig 1–5-ös eredménnyel kezdték; a Fresno State Bulldogsot legyőzték, de a konferenciabajnokságra nem jutottak ki.
A csapat először Brennan alatt vett részt három bowlmérkőzésen is.

### Arizona Wildcats
2024. január 16-án 17,5 millió dollárért öt évre az Arizona Wildcats vezetőedzőjévé nevezték ki. Első szezonjában az AP rangsorának 21. helyén álltak; Brennan reményei szerint megnyerték volna a Big 12 Conference bajnokságát, de végül az előző évhez képest hattal kevesebbszer győztek.

## Családja
Szülei a San José-i Állami Egyetemre jártak; édesapja, Steve amerikaifutball-játékos, édesanyja, Beth pompomlány volt. Unokatestvére, Colt Brennan amerikaifutball-játékos.
2000-ben nősült, három gyermeke született.

## Eredményei vezetőedzőként
| Év                                                 | Eredmény                                           | Eredmény                                           | Helyezés                                           | Továbbjutás                                        |
| Év                                                 | Összesített                                        | Konferencia                                        | Helyezés                                           | Továbbjutás                                        |
| San Jose State Spartans (Mountain West Conference) | San Jose State Spartans (Mountain West Conference) | San Jose State Spartans (Mountain West Conference) | San Jose State Spartans (Mountain West Conference) | San Jose State Spartans (Mountain West Conference) |
| -------------------------------------------------- | -------------------------------------------------- | -------------------------------------------------- | -------------------------------------------------- | -------------------------------------------------- |
| 2017                                               | 2–11                                               | 1–7                                                | T-5.                                               | –                                                  |
| 2018                                               | 1–11                                               | 1–7                                                | 6.                                                 | –                                                  |
| 2019                                               | 5–7                                                | 2–6                                                | T-4.                                               | –                                                  |
| 2020                                               | 7–1                                                | 7–0                                                | 1.                                                 | Arizona Bowl                                       |
| 2021                                               | 5–7                                                | 3–5                                                | 5.                                                 | –                                                  |
| 2022                                               | 7–5                                                | 5–3                                                | T-2.                                               | Famous Idaho Potato Bowl                           |
| 2023                                               | 7–6                                                | 6–2                                                | T-1.                                               | Hawaii Bowl                                        |
| Eredmény:                                          | 34–48                                              | 25–30                                              | –                                                  | –                                                  |
| Arizona Wildcats (Big 12 Conference)               |                                                    |                                                    |                                                    |                                                    |
| 2024                                               | 4–8                                                | 2–7                                                | T-13.                                              | –                                                  |
| Eredmény:                                          | 4–8                                                | 2–7                                                | –                                                  | –                                                  |
| Összesen:                                          | 38–56                                              | –                                                  | –                                                  | –                                                  |
| Jelmagyarázat: Konferenciabajnok                   |                                                    |                                                    |                                                    |                                                    |

## Fordítás
- Ez a szócikk részben vagy egészben  a   Brent Brennan című angol Wikipédia-szócikk ezen változatának fordításán alapul.  Az eredeti cikk szerkesztőit annak laptörténete sorolja fel. Ez a jelzés csupán a megfogalmazás eredetét és a szerzői jogokat jelzi, nem szolgál a cikkben szereplő információk forrásmegjelöléseként.